# 2-硫氰甲硫基苯并噻唑
2-硫氰甲硫基苯并噻唑（TCMTB）是一种有机化合物，化学式为C9H6N2S3。它是微溶于水的油状液体，可燃。加热时分解出氰化氢、硫氧化物和氮氧化物。它可用作用作广谱杀菌剂、杀真菌剂和除藻剂。